# Recorded Live (Otis Redding)
Recorded Live (Previously Unreleased Performances) è un album live di Otis Redding, pubblicato dalla Atlantic Records nel 1982, si tratta di registrazioni dal vivo effettuate l'8, 9 e 10 aprile 1966 al Whisky A Go Go di Los Angeles (California).

## Tracce
Lato A
1. Destiny – 2:40 (Wayne Moman)
2. Good to Me – 3:57 (Julius Green, Otis Redding)
3. Chained and Bound – 6:47 (Otis Redding)
4. Ol' Man Trouble – 2:30 (Otis Redding)

Lato B
1. I Can't Turn You Loose – 5:41 (Otis Redding)
2. I've Been Loving You Too Long – 5:35 (Otis Redding, Jerry Butler)
3. Security – 2:19 (Otis Redding)
4. A Hard Day's Night – 4:09 (John Lennon, Paul McCartney)

## Musicisti
- Otis Redding  - voce
- James Young  - chitarra
- Robert Holloway  - sassofono
- Robert Pittman  - sassofono
- Donald Henry  - sassofono
- John Farris  - tromba
- Sammy Coleman  - tromba
- Clarence Johnson Jr.  - trombone
- Ralph Stewart  - basso
- Elbert Woodson  - batteria